# دورا دیستریا
دورا دیستریا، نام مستعار دوک‌نشین هلنا کولتسوا-ماسال‌سکایا، به دنیا آمده به عنوان النا غیکا (جیکا) (۲۲ ژانویه ۱۸۲۸ در بخارست – ۱۷ نوامبر ۱۸۸۸ در فلورانس)، نویسنده رومانیایی رمانتیک و فمینیست بود. او مدافع مسئله ملی آلبانی در قرن ۱۹ بود و مبارزه آلبانی‌ها برای استقلال در اروپای غربی را ترویج کرد، اگرچه خودش زبان آلبانیایی را نمی‌دانست. نوشته‌ها و تلاش‌های او در میان حلقه‌های ملی‌گرای آلبانیایی به رسمیت شناخته شد و نام او برای جلب حمایت از این قضیه استفاده شد.
او یک نویسنده برجسته بود که به چندین زبان از جمله رومانیایی، ایتالیایی، آلمانی، فرانسوی، لاتین، یونانی باستان و مدرن و روسی مسلط بود. نوشته‌های او موضوعات گسترده‌ای را در بر می‌گرفت، از جمله زندگی موناسیک، توصیفات کشورها و فرهنگ‌ها، آزادی زنان، روایت‌های تاریخی و بیشتر. او برای آزادی زنان در مشرق زمین فعالیت می‌کرد و برای رفتار برابر بین مردان و زنان استدلال می‌کرد. کار او به نوشتن محدود نمی‌شد – او همچنین یک نقاش، یک کوهنورد که یک بار به قله مون بلان صعود کرده بود، و عضو انجمن‌های علمی مختلف بود.
کتاب او آلبانیایی‌ها در رومانی و مشارکت‌هایش در درک تاریخ و هویت آلبانی اهمیت زیادی داشتند. ارتباطات او با وطن‌پرستان آلبانی و حمایت‌هایش نقش مهمی در تقویت حس هویت ملی آلبانی داشتند. تأثیر او فراتر از دوران زندگی‌اش بود، زیرا اعضای خانواده و دیگران همچنان از مشارکت‌های او برای حمایت از مسئله آلبانی استفاده می‌کردند.

## زندگی
او در سال ۱۸۲۸ در بخارست به عنوان عضو خانواده غیکا به دنیا آمد و دختر میهای غیکا و خواهرزاده حاکم شاهزاده والاچیا گریگوره چهارم غیکا بود. او تحصیلات دقیقی را دریافت کرد که در خارج از کشور ادامه یافت – ابتدا در درسدن، سپس در وین، سپس در ونیز، و در نهایت در برلین که در آنجا نمونه‌ای از تسلط خود بر زبان یونانی باستان را به الکساندر فون هومبولت نشان داد.
در سال ۱۸۴۹، دیستریا به کشور خود بازگشت و با دوک روسی الکساندر کولتسف-ماسالسکی ازدواج کرد که او را به دوشس هلنا کولتسوا-ماسالسکایا تبدیل کرد. آنها چندین سال در روسیه زندگی کردند، بیشتر در سن پترزبورگ، اما دورا هرگز دیدگاه‌های ملی‌گرای روسی شوهرش یا ارتدکس شرقی تعصب دادگاه استبدادی امپراتور نیکلاس اول را نپذیرفت. با وخامت وضعیت سلامتی او در آب و هوای روسیه، او به توصیه شوهرش عمل کرد و به اروپای مرکزی سفر کرد. او ابتدا چندین سال به سوئیس رفت و سپس به یونان و آناتولی سفر کرد. در نهایت، به ایتالیا بازگشت و در یک ویلا در فلورانس زندگی کرد، در حالی که گهگاه به فرانسه، ایرلند و ایالات متحده سفر می‌کرد.
به عنوان یک نویسنده، او برای اولین بار در سال ۱۸۵۵ که بیشتر به زبان فرانسوی با نام دیستریا می‌نوشت، مورد توجه قرار گرفت. او تعدادی آثار منتشر کرد که نه تنها مهارت او در زبان‌های رومانیایی، ایتالیایی، آلمانی، فرانسوی، لاتین، یونانی باستان و یونانی مدرن و روسی را نشان داد، بلکه دانش او از موضوعات علمی، دیدگاه‌های لیبرال او در موضوعات مذهبی و سیاسی، و همچنین استعداد او در ارائه نظراتش را نیز به نمایش گذاشت. دیدگاه کلی او به جهان جهان‌وطنانه بود، اما او همچنین به سختی تلاش کرد تا منابع و فناوری‌های موجود در اروپای غربی را به اروپای شرقی بیاورد و برای رهایی زنان تلاش کرد.
او در ۱۷ نوامبر ۱۸۸۸ در فلورانس درگذشت.